# 宋守約 (宋朝)
宋守约（?—?），开封酸枣（今河南延津）人。

## 生平
以父蔭擔任左班殿直，慶曆八年（1048）以任顓為冊禮使，宋守約為副官，至西夏，册封谅祚为夏国主。官至河北缘边安抚副使，选知恩州。卒贈安武軍節度使。

## 家族
有子宋球。

## 延伸阅读
[在维基数据编辑]
 《宋史·卷349》，出自脱脱《宋史》